# Virgil Carter
Virgil R. Carter (Annabella, 9 novembre 1945) è un ex giocatore di football americano statunitense che ha giocato nel ruolo di quarterback nella National Football League. Al college ha giocato a football alla Brigham Young University

## Carriera
Carter fu scelto dai Chicago Bears nel corso del sesto giro (142º assoluto) del Draft NFL 1968. Fu scambiato coi Cincinnati Bengals dopo due stagioni e con essi nel 1971 guidò la NFL in percentuale di passare completati e si classificò terzo nelle yard passate. La sua miglior gare di quella stagione fu quella di apertura, in cui i Bengals sconfissero i Philadelphia Eagles 37-14. Carter completò 22 passaggi su 30 per 273 yard, 3 touchdown e nessun intercetto subito. L'anno successivo si divise il ruolo di quarterback con Ken Anderson prima che questi si imponesse stabilmente come titolare. I Bengals scelsero di puntare su Anderson nel 1973 e Carter li lasciò per i Chicago Fire della World Football League, dove giocò nel 1974.
Carter stava guidando la WFL in yard passate prima di infortunarsi nella settimana 11. Terminò con 195 passaggi completati su 358, 2.629 yard, 27 touchdown e 16 intercetti. Nel 1975 firmò coi San Diego Chargers ma fu scambiato nuovamente per fare ritorno ai Bears nel 1976, ritirandosi a fine anno.

## Statistiche
| Yard passate  | 5.063 |
| Touchdown     | 29    |
| Intercetti    | 31    |
| Passer rating | 69,9  |